# NGC 4261
NGC 4261是一個橢圓星系，位於室女座，距離地球約1億光年。1784年4月13日，NGC 4261由德國出生的天文學家威廉·赫歇爾發現。NGC 4261是NGC 4261星系群的成員，該星系群是室女座星系團的一部分。
NGC 4261形態分類為E2，為長軸與短軸之比為5:4的橢圓星系。NGC 4261星系的恆星族群很古老，沒有任何跡象表明最近有合併或與其族群其他成員相互作用的跡象。星系的大尺度等通常呈四方形，沒有任何標記表明過去十億年內發生了破壞性的相互作用。沿著星系的南北軸有一條塵埃帶，核心周圍有一個塵埃盤。
天文學家在無線電波段可以觀察到NGC 4261從核心發射出的兩個突出的噴流。NGC 4261有一個活躍的星系核，其中有一個稍微偏離核心中心的超大質量黑洞。黑洞的質量估計為(1.62±0.04)×109 M☉ 。據估計，該星系的寬度約為6萬光年，從該星系噴出的噴流估計橫跨約8.8萬光年。
2001年1月1日，NGC 4261星系發現Ia 型超新星，位置為銀核以西3.1″、以北10.7″。2000年12月15日，超新星亮度達18.4等。

## 外部連結
- Animation of the black hole in the center of NGC 4261 （页面存档备份，存于）